# ليشان دولا
ليشان دولا (مواليد 17 فبراير 1987) عداءة مسافات طويلة بحرينية الجنسية إثيوبية المولد متخصصة في سباقات الماراثون. تنافست في سباق الماراثون في دورة الألعاب الأولمبية الصيفية 2012 حيث حلت في المركز الثاني والستون في زمن قدره 2:36:20 ساعة.

## روابط خارجية
- ليشان دولا على موقع الاتحاد الدولي لألعاب القوى (الإنجليزية)
- ليشان دولا على موقع أوليمبيديا (الإنجليزية)